# Гравірозвідка
Гравірозвідка — метод розвідувальної геофізики, заснований на вивченні будови Землі за допомогою вимірювання прискорення вільного падіння і його перших і других похідних. Прискорення вільного падіння визначається параметрами як Землі в цілому, так і скупченнями гірських порід аномальної щільності безпосередньо в точці спостереження. Гравірозвідка застосовується при пошуках важких руд, картування земної кори і верхньої частини мантії, виділенню глибинних розломів і глобальних тектонічних структур. Гравірозвідка існує в наземному і свердловинному варіанті. 
Прилад для вимірювання прискорення сили тяжіння називається гравіметр, одиницею вимірювання є Гал. 